# 마크 채프먼
마크 데이비드 채프먼(영어: Mark David Chapman, 1955년 5월 10일 ~ )은 비틀즈의 멤버였던 존 레논을 총으로 살해한 범죄자이다.

## 생애
1955년 5월 10일 미국 텍사스주 포트워스에서 데이비드 커티스 채프먼과 다이앤 엘리자베스 채프먼 사이 태어났다. 조지아주 애틀랜타 근교 조용한 지역에서 생활한 그는 9살 때 처음으로 비틀즈를 보고 팬이 되었다. 채프먼은 군인이었던 아버지의 폭력에 억눌린 어린 시절을 보냈다. 14세 때 마약을 시작했고, 학교보다 거리에서 생활했다.
1975년 선교사로 레바논에 파견되었고 베트남 난민을 돕기도 했다. 1976년 대학을 중퇴하고 애틀랜타에서 경비원으로 일했고, 1977년 하와이로 이주, 이후 정신병 증세로 2차례 자살을 시도했으나 미수에 그쳤다. 1979년 6월 하와이 호놀룰루에서 경비원으로 지내면서 일본계 미국인 글로리아 아베와 결혼했다. 그러다 본인이 유명해지고 싶다는 망상에 빠지게 되었다.
1980년 12월 8일, 이날 존 레논에게 사인을 받은 채프먼은 그가 살던 뉴욕 맨해튼의 다코타 아파트 밖에서 그의 부인 오노 요코가 지켜보는 가운데 레논의 등을 향해 5발의 총을 쏴 4발을 맞춰 살해했다. 이후 채프먼은 소설 《호밀밭의 파수꾼》을 읽으면서 경찰이 도착하기를 기다렸다. 그 뒤 2급살인 혐의로 기소되어 아티카 교도소에 수감되어 종신형을 선고받았다. 채프먼은 2000년부터 2년마다 가석방 청원을 냈으나 모두 부결, 2020년 11번째 거부당했다. 연이어 2022년 가석방 신청도 거부당했다.

## 같이 보기
- 존 레논 피살 사건